# Marcus Ogemar Hellgren
Marcus Ogemar Hellgren, även kallad "Oge", född 1993 i Östersund, är en svensk professionell skotercrossförare med bland annat ett VM-guld (2015)  på meritlistan.

## SM Skotercross
Hellgren slog igenom på riktigt som skotercrossförare när han tog SM-brons i klassen Pro Stock på hemmaplan i Östersund. Året efter följde han upp med ännu ett brons i SM innan han 2013 vann sitt första SM-guld i skotercross. Under 2014 gick han upp i största klassen Pro Open och lyckades även där ta sig till final. Hellgren fick dock operera blindtarmen akut bara veckan innan finalen.

## SM Stadioncross
Hellgren skapade stor uppmärksamhet när han med sin standardmaskin tog starten i finalen i SM i stadioncross Östersund och sedan gjorde en så kallad Heelclicker i det stora publikhoppet. Kvällen slutade med SM-brons för Marcus. Vid SM i stadioncross 2014 Umeå tog Hellgren hem SM-guldet.

## VM i skotercross
Hellgren deltog i sitt första FIM Snowcross World Championship 2013 och då blev det en sjundeplats. Det följde han upp med ytterligare en sjundeplats 2014. När VM i skotercross avgjordes i Älvsbyn 20-21 mars stod Hellgren till slut som världsmästare.

## Meriter
SM Skotercross
- 2014 - Sjuk
- 2013 - SM-Guld
- 2012 - SM-Brons
- 2011 - SM-Brons

SM Stadioncross
- 2014 - SM-Guld
- 2012 - SM-Brons

VM i skotercross
- 2015 - VM-Guld

Clash of Nations
- 2013 - Silver
- 2012 - Guld

Arctic Cat Cup
- 2015 - Silver